# Ferdinand I. Portugalský
Ferdinand I. Portugalský (31. října 1345 Coimbra – 22. října 1383 Lisabon) přezdívaný Pěkný a Nevypočitatelný byl devátý král Portugalska z burgundské dynastie. Zároveň byl také posledním králem z dynastie Burgundů, jelikož po jeho smrti vymřela dynastie po meči a vlády se ujala její nemanželská větev známá jako dynastie Aviz.

## Vláda
Ferdinand I. převzal zemi v zanedbaném stavu po svém otci Petrovi I. Portugalském (Krutém), který se do smrti nevzpamatoval z úkladné vraždy své milenky, manželky a matky svých dětí Inés de Castro zorganizované jeho otcem Alfonsem IV. Portugalským.

### Zákoníky
Vydal zákon o neobdělaných pozemcích (Leis das Sesmarias), které určovaly povinnosti vázající se k vlastněné, pronajímané a ladem ležící půdě, které se však nepodařilo naplnit.
Výraznější úspěch zaznamenal „Ferdinandův zákoník“ (Código Fernandino) na podporu námořního obchodu a portugalských rejdařů i loďařů. Lisabon byl v té době svobodný přístav s mnoha zahraničními obchodníky, kteří zajišťovali roční obrat 250 000 – 300 000 tun zboží, a vypravovali lodě jak do Anglie, tak do Itálie.

### Politická situace
Ve spletitých politických vztazích na Iberském poloostrově pokračoval i Ferdinand I. Začal uplatňovat nároky na kastilský trůn po smrti svého bratrance Petra I. Kastilského (Ukrutného), proto uzavřel příměří s aragonským králem Petrem IV. Aragonským, podpořené slibem sňatku s jeho dcerou Eleonorou. Zároveň ho podporovali i někteří kastilští šlechtici, kteří neuznávali legitimitu jeho nevlastního bratrance Jindřicha II. Kastilského. Aliance ale zkrachovala a na základě uzavřeného míru z Alcoutimu v roce 1371 došlo nejen k výměně vzájemně dobytých území, ale také mírová smlouva stanovila, že se Ferdinand ožení s Eleonorou Kastilskou, Jindřichovou dcerou. Než se ale stihl oženit, tak se zamiloval do třetí Eleonory – Teles de Menezes, vdané dvorní dámy své sestry, kterou si Ferdinand I. vzal po papežském dispenzu k rozvodu. Což podstatně zhoršilo vztahy nejen s Kastilií, ale způsobilo problémy i na domácí scéně a proti skandálnímu sňatku protestovala například města Tomar či Santarém. Hrozilo také propuknutí celonárodního povstání.
Ferdinand I. však uzavřel spojenectví s anglickým vévodou Janem z Lancasteru, dalším uchazečem o kastilský trůn a společně vyhlásili druhou válku kastilskému králi, která však skončila obléháním Lisabonu, kdy mír musel zajišťovat papežský legát Guido. Ferdinand I. ještě několikrát změnil spojence, jeho války vedly k hospodářskému vyčerpání Portugalska i k přenesení stoleté války na jeho území. Zároveň došlo k navázání užších kontaktů s Anglií, podpořené podepsáním spojenecké smlouvy v roce 1373.
Po smrti Jindřicha II. Kastilského v roce 1379 vyhlásil Ferdinand I. s Janem z Lancasteru poslední válku Kastilii, která byla zakončena mírem z Badajozu (1383). Jedním z výsledků bylo uzavření předsvatební smlouvy pro jeho dvanáctiletou dceru Beatrix s Janem I. Kastilským, kde byla ustanovena dědičkou Portugalského království, pokud by Ferdinand I. zemřel bez mužských potomků. To se stalo půl roku poté a začala dynastická krize, do níž zasahovala i královna - regentka Eleonora se svým milencem.

### Nástupci
Dva možní kandidáti portugalského trůnu byli snoubenec Beatrix Jan I. Kastilský a Ferdinandův nevlastní bratr Jan, velmistr Aviského řádu, nemanželský syn Petra I. Krutého.
Oba Janové spolu začali válčit o trůn, portugalská šlechta stála za regentkou, Jana z Avisu podporovali zejména měšťané, církev a prostý lid,až později se na jeho stranu přidala i šlechta. V dubnu 1385, po vítězství v bitvě u Aljubarroty, se stal portugalským králem Janem I. a založil novou královskou dynastii Avizů. Na počest vítězné bitvy nad svým kastilským protějškem Janem I. nechal vybudovat Klášter Panny Marie Vítězné v Batalze.

## Vývod z předků
|                          |                               |  |                          |                         |  |  |  |  |  |  |  | Alfons III. Portugalský |
|                          |                               |  |                          |                         |  |  |  |  |  |  |  |                         |
|                          | Dinis I. Portugalský          |  |                          |                         |  |  |  |  |  |  |  |                         |
|                          |                               |  |                          |                         |  |  |  |  |  |  |  |                         |
|                          |                               |  |                          | Beatrix Kastilská       |  |  |  |  |  |  |  |                         |
|                          |                               |  |                          |                         |  |  |  |  |  |  |  |                         |
|                          | Alfons IV. Portugalský        |  |                          |                         |  |  |  |  |  |  |  |                         |
|                          |                               |  |                          |                         |  |  |  |  |  |  |  |                         |
|                          |                               |  |                          | Petr III. Aragonský     |  |  |  |  |  |  |  |                         |
|                          |                               |  |                          |                         |  |  |  |  |  |  |  |                         |
|                          | Alžběta Aragonská             |  |                          |                         |  |  |  |  |  |  |  |                         |
|                          |                               |  |                          |                         |  |  |  |  |  |  |  |                         |
|                          |                               |  |                          | Konstancie Sicilská     |  |  |  |  |  |  |  |                         |
|                          |                               |  |                          |                         |  |  |  |  |  |  |  |                         |
|                          | Petr I. Portugalský           |  |                          |                         |  |  |  |  |  |  |  |                         |
|                          |                               |  |                          |                         |  |  |  |  |  |  |  |                         |
|                          |                               |  |                          | Alfons X. Kastilský     |  |  |  |  |  |  |  |                         |
|                          |                               |  |                          |                         |  |  |  |  |  |  |  |                         |
|                          | Sancho IV. Kastilský          |  |                          |                         |  |  |  |  |  |  |  |                         |
|                          |                               |  |                          |                         |  |  |  |  |  |  |  |                         |
|                          |                               |  |                          | Violanta Aragonská      |  |  |  |  |  |  |  |                         |
|                          |                               |  |                          |                         |  |  |  |  |  |  |  |                         |
|                          | Beatrix Kastilská (1293–1359) |  |                          |                         |  |  |  |  |  |  |  |                         |
|                          |                               |  |                          |                         |  |  |  |  |  |  |  |                         |
|                          |                               |  |                          | Alfons z Moliny         |  |  |  |  |  |  |  |                         |
|                          |                               |  |                          |                         |  |  |  |  |  |  |  |                         |
|                          | Marie z Moliny                |  |                          |                         |  |  |  |  |  |  |  |                         |
|                          |                               |  |                          |                         |  |  |  |  |  |  |  |                         |
|                          |                               |  |                          | Mayor Alonso de Meneses |  |  |  |  |  |  |  |                         |
|                          |                               |  |                          |                         |  |  |  |  |  |  |  |                         |
| Ferdinand I. Portugalský |                               |  |                          |                         |  |  |  |  |  |  |  |                         |
|                          |                               |  |                          |                         |  |  |  |  |  |  |  |                         |
|                          |                               |  | Ferdinand III. Kastilský |                         |  |  |  |  |  |  |  |                         |
|                          |                               |  |                          |                         |  |  |  |  |  |  |  |                         |
|                          | Manuel Kastilský              |  |                          |                         |  |  |  |  |  |  |  |                         |
|                          |                               |  |                          |                         |  |  |  |  |  |  |  |                         |
|                          |                               |  |                          | Alžběta Štaufská        |  |  |  |  |  |  |  |                         |
|                          |                               |  |                          |                         |  |  |  |  |  |  |  |                         |
|                          | Juan Manuel                   |  |                          |                         |  |  |  |  |  |  |  |                         |
|                          |                               |  |                          |                         |  |  |  |  |  |  |  |                         |
|                          |                               |  |                          | Amadeus IV. Savojský    |  |  |  |  |  |  |  |                         |
|                          |                               |  |                          |                         |  |  |  |  |  |  |  |                         |
|                          | Beatrix Savojská              |  |                          |                         |  |  |  |  |  |  |  |                         |
|                          |                               |  |                          |                         |  |  |  |  |  |  |  |                         |
|                          |                               |  |                          | Cecílie z Baux          |  |  |  |  |  |  |  |                         |
|                          |                               |  |                          |                         |  |  |  |  |  |  |  |                         |
|                          | Konstancie Kastilská          |  |                          |                         |  |  |  |  |  |  |  |                         |
|                          |                               |  |                          |                         |  |  |  |  |  |  |  |                         |
|                          |                               |  |                          | Petr III. Aragonský     |  |  |  |  |  |  |  |                         |
|                          |                               |  |                          |                         |  |  |  |  |  |  |  |                         |
|                          | Jakub II. Aragonský           |  |                          |                         |  |  |  |  |  |  |  |                         |
|                          |                               |  |                          |                         |  |  |  |  |  |  |  |                         |
|                          |                               |  |                          | Konstancie Sicilská     |  |  |  |  |  |  |  |                         |
|                          |                               |  |                          |                         |  |  |  |  |  |  |  |                         |
|                          | Konstancie Aragonská          |  |                          |                         |  |  |  |  |  |  |  |                         |
|                          |                               |  |                          |                         |  |  |  |  |  |  |  |                         |
|                          |                               |  |                          | Karel II. Neapolský     |  |  |  |  |  |  |  |                         |
|                          |                               |  |                          |                         |  |  |  |  |  |  |  |                         |
|                          | Blanka z Anjou                |  |                          |                         |  |  |  |  |  |  |  |                         |
|                          |                               |  |                          |                         |  |  |  |  |  |  |  |                         |
|                          |                               |  |                          | Marie Uherská           |  |  |  |  |  |  |  |                         |
|                          |                               |  |                          |                         |  |  |  |  |  |  |  |                         |